# 久纽泽岗日
久纽泽岗日（藏語：ལྩུག་སྨྱུག་རྩེ་གངས་རི།）是位于中华人民共和国西藏自治区山南市错那市与隆子县交界处的一座山峰，是中华人民共和国民政部第三批增补藏南地区公开使用地名中的一个。该地位于中国与印度领土争议地区，实际位置位于印度阿鲁纳恰尔邦上苏班西里县与库朗库美县交界地区。